# Fireworks (Roxette-låt)
Fireworks är en låt av den svenska popduon Roxette. Den släpptes 1994 som tredje singel ut från albumet Crash! Boom! Bang!. Den fick medelmåttiga framgångar i flera europeiska länder, och hamnade bland annat på de 30 främst placerade på den brittiska singellistan.

## Låtlista
1. "Fireworks"
2. "Fireworks" (Jesus Jones remix)
3. "Dangerous" (från MTV unplugged)
4. "The Rain" (Demo, från 29 december 1991)

## Listplaceringar
| Lista (1994)  | Position |
| ------------- | -------- |
| Nederländerna | 41       |
| Sverige       | 34       |
| Österrike     | 18       |

### Fotnoter
1. ↑  ”Roxette”. Arkiverad från originalet den 24 augusti 2011. https://web.archive.org/web/20110824031633/http://www.roxette.se/discography.php. Läst 22 maj 2011.
2. ↑  ”Listplacering”. http://dutchcharts.nl/showitem.asp?interpret=Roxette&titel=Fireworks&cat=s. Läst 22 maj 2011.
3. ↑  ”Listplacering”. http://swedishcharts.com/showitem.asp?interpret=Roxette&titel=Fireworks&cat=s. Läst 22 maj 2011.
4. ↑  ”Listplacering”. http://austriancharts.at/showitem.asp?interpret=Roxette&titel=Fireworks&cat=s. Läst 22 maj 2011.